# Castello di Brosso
Il Castello di Brosso è stato un antico castello situato nel comune di Brosso in Piemonte.

## Storia
Il castello, di origine medievale, apparteneva al casato dei San Martino. Venne distrutto durante le rivolta dei Tuchini nel XIV secolo.

## Descrizione
Il castello sorgeva sullo stesso poggio che oggi ospita la chiesa di San Michele Arcangelo e il cimitero del paese. Di fianco a quest’ultimo, tra la vegetazione, sono ancora visibili le imponenti mura dell’antica struttura.
La costruzione si sviluppava per più di sessanta metri di lunghezza e quindici di larghezza. Di questa estensione, circa quaranta metri erano occupati dall'edificio principale, al cui interno si trovava un ampio ambiente sotterraneo, ancora presente ma chiuso per ragioni di sicurezza. La parte restante dell’area era riservata alla torre, caratterizzata da una struttura circolare con un diametro interno di sette metri.